# Roodscheenzandbij
De roodscheenzandbij (Andrena ruficrus) is een vliesvleugelig insect uit de familie Andrenidae. De wetenschappelijke naam van de soort is voor het eerst geldig gepubliceerd in 1848 door Nylander.